# قصه‌های کیش
قصه‌های کیش فیلمی چند اپیزودی به کارگردانی محسن مخملباف، ناصر تقوایی و ابوالفضل جلیلی است. در این فیلم بازیگرانی همچون حسین پناهی، عاطفه رضوی و حافظ پاکدل بازی کرده‌اند. قصه‌های کیش در سال ۱۳۷۷ ساخته شد.
یکی از اهداف این فیلم انجام کار مشترکی بین چند کارگردان بود که برای نخستین بار در ایران انجام می‌گرفت. فیلم قصه‌های کیش قرار بود توسط هفت تن از بزرگان ساخته شود. «در» ساخته محسن مخملباف، «سفارش» ساخته ابوالفضل جلیلی، «کشتی یونانی» ساخته ناصر تقوایی، «دختر دایی گمشده» ساخته داریوش مهرجویی، «باران و بومی» ساخته رخشان بنی‌اعتماد، «گفتگو با باد» ساخته بهرام بیضایی. که در نهایت منتهی به سه کارگردان و اپیزود شد.اين فيلم به تهيه كنندگي محسن قريب و حميد فاتحي (مجري طرح )ساخته شد و در سال ۱۹۹۹ به جشنواره فیلم کن برده شد و در نهایت جزو ۵ نامزد نهایی دریافت نخل طلا شد

## خلاصه داستان
- اپیزود اول: کشتی یونانی: جمع آوری کارتن از دریا شغل همسر خانواده‌ای‌ست که زن آن خانه را به جنون کشانده و تغییر شغل همسر و انجام مراسم مذهبی چاره آن زن می‌شود...
- اپیزود دوم: سفارش: حافظ پاکدل پسر کردی است که برای امرار معاش و ادامه تحصیل، دیار خود را ترک کرده و به عنوان نگهبان در جنوبی‌ترین نقطه کشور شروع به کار می‌کند...
- اپیزود سوم: در: پیرمردی، دری چوبی و کهنه را که تنها باقی‌مانده اموالش است، به دوش می‌کشد و در بیابان به همراه دخترش و یک بز به راه می‌افتد. پستچی سر می‌رسد و برای او نامه‌ای می‌آورد که...

## جشنواره‌ها
فیلم چند اپیزودی "قصه‌های کیش" به گارگردانی ناصر تقوایی، ابوالفضل جلیلی و محسن مخملباف در سال ۱۹۹۹ به جشنواره فیلم کن برده شد و در نهایت نامزد دریافت نخل طلا شد.